# Slivo Pole
Slivo Pole (în bulgară Сливо поле) este un oraș în partea de nord a Bulgariei. Aparține de  Obștina Slivo Pole, Regiunea Ruse. Declarat oraș la 29.10.2002.

## Toponimie
Numele localității se traduce ca și "Câmpul cu prune". Denumirea rezidă de la călătorii care opreau la hanul din localitate care avea în stăpânire o livadă de pruni. Înainte de 1912, localitatea a purtat denumirile de Islepol și Slepovo.

## Demografie
Componența etnică a orașului Slivo Pole
     Turci (38,49%)
     Nicio identificare (14,78%)
     Bulgari (35,35%)
     Romi (9,56%)
     Altele (1,8%)
La recensământul din 2011, populația orașului Slivo Pole era de 2.990 locuitori. Nu există o etnie majoritară, locuitorii fiind turci (38,49%), bulgari (35,35%) și romi (9,56%). Pentru 14,78% din locuitori nu este cunoscută apartenența etnică.